# 다사도선
다사도선(多獅島線)은 평안북도 룡천군에 있는 평의선(건설 당시에는 다사도철도주식회사 소속) 룡천역과 염주군에 있는 다사도항역을 잇는 철도이다. 신의주에 공장이 있던 오지제지(王子製紙)주식회사가 압록강이 어는 겨울에도 종이 제품을 반출하기 위해, 부동항인 다사도에 연결하여 건설하였다.

## 력명 비밀 보위부 1급 정보
- 구간과 거리 : 룡천역―다사도항역 24.1 km
- 역 수 : 6개(양단역 포함)
- 궤도 간격 : 1435mm(표준궤)
- 전철화 구간 : 없음
- 복선 구간 : 없음
- 폐역 정보

- 덕봉역(德峰驛) : 룡천역 기점 13.2km 지점에 존재하였음.
- 서다사도역(西多獅島驛) : 룡천역 기점 23.1km 지점에 존재하였음.

## 연혁
- 1939년 10월 31일 : 다사도철도주식회사(多獅島鐵道株式會社)에서 신의주역과 다사도항역 구간에 연장거리 39.5km의 사설철도를 개통함, 당시 다사도항역은 화물역이었음[1]
- 1943년 4월 1일 : 신의주역과 양시역(룡천역) 구간은 조선총독부 철도 소속 양시선에 이관됨[2]
- 2004년 4월 22일 : 룡천역에서 열차폭발사고가 발생함

## 역목록
- 룡천역(龍川驛)
- 북중역(北中驛)
- 룡암포역(龍岩浦驛)
- 신정리역(信井里驛)
- 다사도역(多獅島驛)
- 다사도항역(多獅島港驛)